# Takuto Kurabayashi
Takuto Kurabayashi (倉林 巧和, Kurabayashi Takuto, né le 1er septembre 1992) est un coureur cycliste japonais, spécialiste des épreuves d'endurance sur piste.

## Palmarès sur piste

### Championnats du monde
- Hong Kong 2017
  - Abandon lors de la course aux points[1]

### Championnats d'Asie
- Nakhon Ratchasima 2015
  -  Champion d'Asie de la course aux points
  -  Médaillé d'argent de la poursuite par équipes
- Izu 2016
  -  Champion d'Asie du scratch
- New Dehli 2017
  -  Champion d'Asie de la course aux points
  -  Médaillé de bronze de la poursuite par équipes

## Palmarès sur route
- 2014
  - 2e du championnat du Japon du contre-la-montre espoirs